# Česnik
Česnik je priimek v Sloveniji, ki ga je po podatkih Statističnega urada Republike Slovenije na dan 1. januarja 2010 uporabljalo 548 oseb in je med vsemi priimki po pogostosti uporabe uvrščen na 526. mesto.

## Znani nosilci priimka
- Anton Česnik (1801—1862), zdravnik in veterinar
- Evgen Česnik, kriminalist
- Ivo Česnik (1885—1951), odvetnik in pisatelj
- Janko Česnik (*1932), pravnik, politik, ustavni sodnik
- Peter Jožef Česnik (*1945), kontrolor letenja v Avstraliji, slovenski politik, minister
- Milan Česnik (1920—1942), član varnostno-obveščevalne službe (VOS) OF
- Silva Česnik (1950—1999), pastoralna delavka, organistka, zborovodkinja
- Stane Česnik (1915—1969), gledališki igralec in operni pevec
- Urban Česnik (*1993), odbojkar